# Mathilde Marchesi
Mathilde Marchesi, nome d'arte di Mathilde Graumann (Francoforte sul Meno, 24 marzo 1821 – Londra, 17 novembre 1913), è stata un mezzosoprano e maestra di canto tedesca, sostenitrice del metodo vocale del belcanto.

## Biografia
Una importante fonte sulla vita di Mathilde Graumann è la sua autobiografia. Nata a Francoforte sul Meno, all'epoca una città libera appartenente alla Confederazione germanica, apparteneva a una famiglia borghese che ebbe un dissesto finanziario. Nel 1843 si recò a Vienna dove fu allieva di Otto Nicolai. Successivamente si recò a Parigi dove studiò canto con Manuel García, il più rinomato maestro di canto dell'epoca. Garcia rimase colpito dalle qualità vocali di Mathilde da affidarle più tardi tutti i suoi allievi dopo che, a causa di un incidente, García fu costretto ad abbandonare  l'insegnamento.
Iniziò come cantante nelle sale da concerto. Il 19 aprile 1852 sposò in Germania il baritono italiano Salvatore de Castrone, marchese della Rejata, noto col nome d'arte di Salvatore Marchesi il quale era stato anch'egli allievo di García. Di fatto , dopo il matrimonio lei e il marito abbandonarono il palcoscenico e si dedicarono all'insegnamento del canto. Dapprima i coniugi Marchesi insegnarono per un decennio circa al Conservatorio di Vienna; nel 1861 si recarono a Parigi ma non ottennero una cattedra al Conservatorio di Parigi per l'opposizione di Auber il quale contestava il metodo di canto basato sulla lingua italiana, e non sulla francese. I due coniugi aprirono allora una scuola privata a Parigi, ma nel 1865 ritornarono in Germania, dove furono assunti al Conservatorio di Colonia, e infine nel 1868 si trasferirono nuovamente al Conservatorio di Vienna dove rimasero fino al 1878. Quell'anno abbandonarono definitivamente l'insegnamento pubblico. Nel 1881 si trasferirono definitivamente a Parigi dove fondarono l'École Marchesi, una scuola privata da cui uscirono alcune fra le più importanti cantanti.
Mathilde e Salvatore Marchesi ebbero quattro figlie, una delle quali, Blanche (1863-1940), fu anch'essa una famosa cantante (soprano), interprete di parti wagneriane come Brünnhilde, Elsa, Elisabeth e Isolde.
Mathilde Marchesi scrisse numerose opere fra cui un metodo per canto e ventiquattro libri di esercizi.